# Myst : Le Livre d'Atrus
Myst : Le Livre d'Atrus (Myst: the Book of Atrus en version originale, ou Myst [1]) est un roman de science-fiction paru en 1995. Il s'agit du premier roman de la série littéraire des Myst qui se déroulent dans le même univers que le jeu vidéo. Il a été écrit par Rand et Robyn Miller, les créateurs du jeu, avec l'aide de David Wingrove. Ce roman, et ses suites, apporte de nombreuses précisions sur la toile de fond des jeux vidéo. Aux États-Unis, le roman a été republié en 2004 avec ses deux suites sous le nom de The Myst Reader.

## Écriture
Dans leur jeunesse, les frères Miller ont écrit plusieurs histoires se déroulant dans des mondes imaginaires, dont Dunnyhut, écrit par Robyn et dont certains éléments ont été repris lors de la conception de l'univers de Myst.
En 1994 après la sortie du jeu vidéo Myst, la maison d'édition américaine Hyperion propose un contrat d'un million de dollars aux frères Miller pour une série de romans basée sur l'univers de Myst. La première version du roman a été intégralement écrite par Rand et Robyn Miller, mais les frères Miller, insatisfait par le résultat, font appel à d'autres auteurs. Dans un premier temps le texte est réécrit par Richerd VandeWende et c'est finalement David Wingrove qui est choisi par Hyperion pour faire l'adaptation du roman. Le roman paraît aux États-Unis en 1995, et sortira en France en 1996, la traduction en français étant assurée par Philippe Rouard.
Initialement, cinq romans ont été prévus mais le développement du quatrième volume, Le Livre de Marrim, qui dure depuis 2001 laisse penser que les deux derniers romans ont été abandonnés et que la série ne comportera que trois livres.
Ce premier roman est un préambule des jeux : il se déroule avant les évènements du premier jeu et fournit des informations sur les personnages et sur les D'ni, l'ancienne civilisation au cœur de l'intrigue des différents jeux.

## Résumé
Au milieu du XVIIIe siècle, le jeune Atrus vit isolé dans une faille d'un désert du Nouveau-Mexique avec Anna, sa grand-mère. Celle-ci lui parle de l'Histoire de D'ni, une très ancienne civilisation qui a élu domicile dans une immense caverne sous le désert. Leurs vies sont rudes mais paisibles jusqu'au jour où Gehn, le père d'Atrus qui l'a abandonné, revient le chercher pour l'amener sous terre pour lui montrer la splendeur de la civilisation de ses ancêtres. 
Avec son père, dans l'immense Cité D'ni désertée, Atrus apprend la culture D'ni et en particulier l'Art de l'Écriture. Cette science élaborée par les anciens D'ni, permet de créer des mondes parallèles en les décrivant de façon très précise et avec une structure complexe dans des livres spéciaux, les kors. Les D'ni peuvent aussi voyager entre ces Âges grâce à des « livres de liaison », les kor-vahkhs. Gehn fera voyager son fils dans de nombreux mondes différents pour parfaire son éducation.
Dans l'Âge de Riven, écrit par Gehn, Atrus rencontrera Catherine dont il tombe amoureux. Ensemble, et avec l'aide d'Anna, ils vont tenter de stopper Gehn rendu fou par l'avidité, le pouvoir et qui s'est autoproclamé Dieu de Riven. Ils réussiront à piéger Gehn et à s'enfuir sur l'Âge de Myst. La fin du roman fait le lien avec le début du premier jeu Myst, où Atrus se laisse tomber dans une brèche de l'espace-temps avec un livre de liaison.

## Réception
Le roman a reçu un accueil mitigé à bon par la critique. Sybil Steinberg du magazine américain Publishers Weekly parle d'« un joyeux récit d'aventure » improbable à la vue des autres essais d'adaptation de jeux vidéo en roman et le magazine New Scientist parle également d'« un bon roman pour la saison des vacances ». D'autres critiques considèrent que le roman ne peut pas se suffire à lui-même et qu'il n'est qu'un supplément au jeu. Certains reprochent également au roman qu'il enlève la dimension mystérieuse du jeu en révélant de nombreux éléments de la toile de fond. 
Malgré ces critiques mitigées, le roman a été très bien accueilli par les fans : il obtient une note de 9,25/10 sur le site Booknode, de 3,64/5 sur le site Babelio, de 7,8/10 sur le site SensCritique et les deux premiers volumes de la série se sont vendus à plus de 450 000 exemplaires.